# كلية بورتسموث
كلية بورتسموث هي كلية من الدرجة السادسة (الدرجة السادسة هي مؤسسة تعليمية، تدرس الطلاب الذين تتراوح أعمارهم بين 16 و19 عامًا للحصول على مؤهلات متقدمة على مستوى المدرسة). تقع الكلية على طريق طنجة، بافينز في مدينة بورتسموث، إنجلترا.

## التاريخ
موقع الكلية الآن كان أرض مستنقعات على حافة بورتسموث وتم استصلاحه في عام 1705. والذي كان مملحات حيث يعكس استخدام الموقع السابق لأحواض الملح. في نوفمبر 1888 تم تشكيل مدرسة بورتسموث للصف العالي. أصبحت فيما بعد مدرسة قواعد للبنين قبل أن تصبح شاملة ثم تصبح كلية.

### مدرسة القواعد
أصبحت مدرسة القواعد الجنوبية للبنين بعد انتقالها من طريق هايلاند في عام 1956.

### مدرسة شاملة
تأسست مدرسة سالتيرنز الكبرى الثانوية في عام 1975، وهي مدرسة شاملة مختلطة.

### الكلية السادسة
في عام 1984 أعيد تنظيم التعليم الثانوي في بورتسموث. فقدت جميع المدارس الأساسية القائمة أشكالها السادسة، والتي تم دمجها في كلية جديدة من الدرجة السادسة في المباني التي كانت تابعة سابقًا لمدرسة كريت سالتيرنز. يوجد بالكلية مرفق جديد للحوسبة، والمكتبة تحتوي على شبكة انترنت عالية السرعة. كما أن هناك مجموعة واسعة من مرافق الكمبيوتر المتاحة للطلاب. يوجد بالكلية أيضا قسم درامي جيد يحتوي على مسرح واستوديو خاص به مزود بأنظمة صوت وإضاءة، إلى جانب استوديو رقص كامل الحجم به مرايا.
توفر الكلية التعليم لأي شخص من أي عمر وهناك العديد من المواد التي يتم تدريسها في الكلية بما في ذلك الفيزياء والفنون والتصميم الجرافيكي والكيمياء والرياضة وعلم الأحياء والجغرافيا والترفيه والسفر والسياحة والدراما والرقص والفنون المسرحية وغيرها الكثير.

## النتائج الأكاديمية
صنف آخر فحص لمكتب معايير التعليم وخدمات الأطفال ومهاراتهم (Ofsted)، الكلية على أنها «مرضية» وأشار إلى أن «معدلات النجاح آخذة في الارتفاع لكنها لا تزال أقل من المتوسطات الوطنية لكليات الصف السادس».

## خريجون

### مدرسة القواعد الجنوبية للبنين
- البروفيسور جيمس باربر، أستاذ الكيمياء الحيوية في إرنست تشين منذ 1989 في كلية لندن الإمبراطورية
- روبرت براش، سفير إندونيسيا في الفترة من 1984 إلى 1988
- البروفيسور جورج بتروورث، أستاذ علم النفس من 1991 إلى 2000 في جامعة ساسكس، ومحرر من 1988 إلى 94 للمجلة البريطانية لعلم النفس التنموي
- دونالد ديفيز CBE ، رائد الحوسبة، الذي اخترع تبديل الرزم، وهو الأساس المركزي لبنية بروتوكول التحكم في الإرسال (TCP) في المختبر الفيزيائي الوطني في أواخر الستينيات
- كريستوفر لو برون، رسام
- البروفيسور ديفيد ماركس، أستاذ علم النفس 2000-2010 في جامعة سيتي لندن
- إيان ميكاردو، نائب عن حزب العمال من 1945 إلى 1987
- آلان باسكو إم بي إي، عداء 400 م حواجز
- الأدميرال ديفيد شيرفال سي بي
- ديريك شولمان، موسيقي مع سيمون دوبري وبيج ساوند
- الجنرال السير جون ستيبون، كبير المهندسين الملكيين 1993
- كيث توماس سي بي أو بي إي، الرئيس التنفيذي لأحواض بناء السفن التابعة للبحرية الملكية والفيلق الملكي للبناة البحريين

### كلية بورتسموث
- ليدلي، مغني وكاتب أغاني، مقدم العرض، و YouTuber
- ستيفن مورغان، النائب العمالي
- الكسندر إيفانز (دبلوماسي)، النائب السابق والمفوض السامي بالإنابة للهند

## روابط خارجية
- موقع كلية بورتسموث
- مدرسه رسميه
- صورة جوية